# Dienstauszeichnung
Dienstauszeichnungen wurden und werden von Ländern und Staaten an Soldaten und Zivilisten verliehen, die sich langjährig um das Land verdient gemacht haben.

## Deutschland

### Königreich Bayern
Im Königreich Bayern konnte der Ludwigsorden für 50-jährige Dienste und die Dienstauszeichnungskreuze I. und II. Klasse für 40- bzw. 24-jährige Dienstzeit verliehen werden, wobei Offiziere, Ärzte und Beamte die Kreuze beider Klassen erhielten, das Kreuz I. Klasse aber auch an Mannschaften vergeben wurde.

### Königreich Hannover
Dienstauszeichnungen im Königreich Hannover waren das Wilhelms-Kreuz, die Wilhelms-Medaille und das Ernst-August-Kreuz.

### Königreich Preußen
Die militärische Dienstauszeichnung im Königreich Preußen wurde im Jahre 1825 gestiftet und konnte an Unteroffiziere und Mannschaften in drei Klassen für 9-, 15- und 21-jährige Dienstzeit verliehen werden.  Offiziere und Ärzte erhielten nach 25-jähriger Dienstzeit das Dienstauszeichnungskreuz.
Die Landwehrdienstauszeichnung für Dienste in der Landwehr wurde 1842 gestiftet und an Offiziere und Mannschaften nach erfüllter Dienstpflicht vergeben, wenn sie einen Feldzug mitgemacht oder bei außergewöhnlicher Veranlassung drei Monate aktiv gedient hatten. Als am 4. Juli 1868 eine weitere Klasse der Landwehrdienstauszeichnung für Offiziere und Ärzte für 20-jährige Dienste gestiftet wurde, bezeichnete man die ursprüngliche, 1842 gestiftete Auszeichnung als II. Klasse und die neue Auszeichnung als I. Klasse.

### Königreich Sachsen
Die Dienstauszeichnungen des Königreiches Sachsen wurden erstmals 1831 gestiftet und bis zum Jahr 1918 in drei verschiedenen Modellen verliehen.

### Königreich Württemberg
Das Königreich Württemberg verlieh seit 1874 das Dienstehrenzeichen I. Klasse, ein goldenes Kreuz, für 25 Dienstjahre an Offiziere und Ärzte, jedoch für 30 Dienstjahre auch an Unteroffiziere. Das Ehrenzeichen II. Klasse, ein silbernes Kreuz, wurde für 21-jährige Dienstzeit an Unteroffiziere und Mannschaften vergeben. Eine eiserne Schnalle mit goldenen oder silbernen Verzierungen für 15- und 9-jährige Dienstzeit ging an Unteroffiziere und Mannschaften. Alle Dienstehrenzeichen wurden an rotem, blau gerändertem Band getragen.

## Deutsches Reich 1933 bis 1945
Im Deutschen Reich gab es nach 1933 Dienstauszeichnungen der Wehrmacht, der SS und der Polizei (ab 1938) sowie für den Reichsarbeitsdienst, für die NSDAP und Treudienst-Ehrenzeichen für Beamte, Angestellte und Arbeiter des Öffentlichen Dienstes bzw. Arbeiter und Angestellte der freien Wirtschaft.
Die Bundesrepublik Deutschland hat Dienstauszeichnungen nicht wieder eingeführt. Im weitesten Sinne war das Verdienstkreuz am Bande für Arbeitsjubilare des Verdienstordens der Bundesrepublik Deutschland, dessen Verleihung allerdings nur von 1952 bis 1966 erfolgte, eine Dienstauszeichnung.

## Deutsche Demokratische Republik
- Pestalozzi-Medaille für treue Dienste (gestiftet am 15. November 1956 durch den Ministerrat der DDR)

## Österreich
- Militärdienstzeichen (gestiftet am 19. September 1849)
- Ehrenmedaille für 25-jährige Tätigkeit im Feuerwehr- und Rettungswesen (1905)
- Ehrenzeichen für vieljährige Verdienstliche Mitgliedschaft bei einer landsturmpflichtigen Körperschaft (gestiftet am 26. November 1908)